# Terence O'Neill (fotograaf)

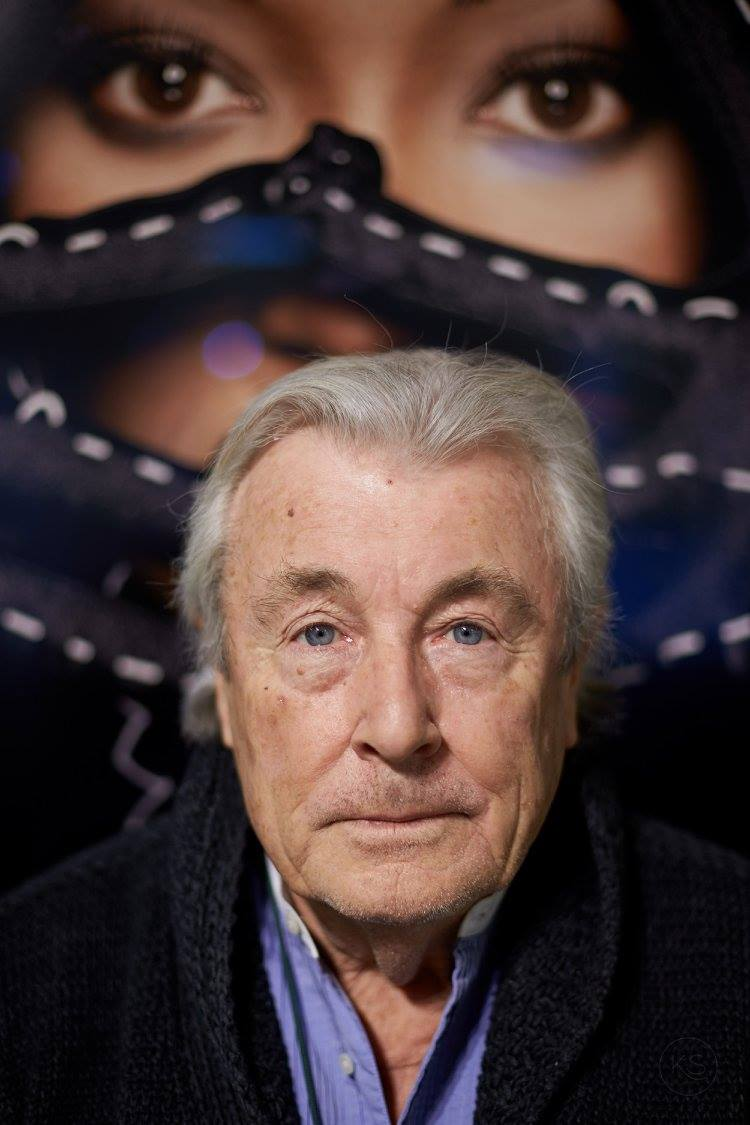
Terence O'Neill

Terence Patrick (Terry) O'Neill (Londen, 30 juli 1938 – 16 november 2019) was een Britse fotograaf die vooral bekend werd door zijn foto's van bekende mensen. In 2011 kreeg hij de "Society's Centenary Medal" van de Royal Photographic Society voor zijn bijdrage aan de fotografie.

## Biografie
O'Neill had een relatie met Faye Dunaway met wie hij in 1980 een zoon kreeg. Ze trouwden in 1983 en scheidden in 1986. Later huwde O'Neill met Laraine Ashton. Hij overleed in 2019, op 81-jarige leeftijd.

## Filmografie
- Als Terrence O'Neill, executive producer in de film Mommie Dearest uit 1981.[7]
- Als Terry O'Neill, camera en fotografie in de film Aria uit 1987.[8]

## Erkentelijkheden
- De Terry O'Neill award werd naar hem genoemd.[9]

- Biblioteca Nacional de España: XX1053493
- Bibliothèque nationale de France: cb167592259 (data)
- Gemeinsame Normdatei: 124649688
- International Standard Name Identifier: 0000 0000 6684 4311
- Library of Congress Control Number: n85335975
- MusicBrainz: 7865f893-9081-4f21-aefb-f9fb9bed35ca
- Nationale Bibliotheek van Tsjechië: osa2017967768
- Nationale Bibliotheek van Polen: a0000002216314
- Nederlandse Thesaurus van Auteursnamen: 072905220
- PIC: 303587
- RKD-Nederlands Instituut voor Kunstgeschiedenis: 387874
- SNAC: w6h16w9w
- Système universitaire de documentation: 175123586
- Virtual International Authority File: 161842544
- WorldCat: E39PBJx4tJf3dm9v3GJwmcyPQq